# Vincent de La Hamaide
Vincent de La Hamaide, né le 29 juin 1644 à Dinant et mort le 30 janvier 1703 à Liège, est un jurisconsulte.

## Biographie
Vincent de La Hamaide est le fils de Jean de La Hamayde, maître de forges et bourgmestre de Dinant, et d'Anne de Rouillon. Il est le gendre de Jean de La Thour, jurisconsulte et conseiller du prince-Évêque de Liège.
Après ses études de droit, il devient avocat de la cour de Liège. Il est qualifié de jurisconsultus expertissimus.
Il publie un ouvrage, L'art de contracter et tester, conforme au droit et aux coutumes (1683), dans lequel il expose d'une façon lucide et méthodique les règles pratiques du notariat. Ce livre sert de manuel aux praticiens liégeois pendant de longues années et connait un grand nombre d'éditions.
Il est inhumé dans l'église Saint-Nicolas-aux-Mouches, à Liège.

## Publications
- L'art de contracter et tester, conforme au droit et aux coutumes. Liège, 1683

## Sources
- Biographie nationale de Belgique, tome V, Académie royale de Belgique
- Paul Harsin, Un Précurseur liégeois de Domat : Vincent de la Hamaîde, 1929